# United National South West Party
The United National South West Party (UNSWP), auch deutsch Vereinigte Nationale Südwestpartei und afrikaans Verenigde Nasionale Suidwes Party (VNSWP), war eine politische Partei in Südwestafrika, dem heutigen Namibia. Die Partei wurde formal am 31. Januar 1927 in Windhoek aus einem Zusammenschluss der South West Party, der National Party of South West Africa und der Economic Society gegründet. Sie wurde 1975 aufgelöst.
Die Partei wollte eine gleichwertige Gegenstimme zum Deutschen Bund für Südwestafrika bilden. Sie war ein großer Unterstützer der Eingliederung Südwestafrikas in die Südafrikanische Union. Die Partei gewann nach ihrer Gründung sofort die Wahlen 1929 zur South West African Legislative Assembly. Sie gewann auch die darauffolgenden Wahlen 1934, 1940 und 1945.
Ab Ende der 1940er Jahre wanderten zahlreiche Parteimitglieder zur neuen, am 28. Juli 1939 gegründeten National Party of South West Africa ab. Diese gewann daraufhin auch erstmals 1950 die Wahlen.

## Wahlergebnisse
| Wahl | Stimmen | Stimmenanteil | Sitze* |
| ---- | ------- | ------------- | ------ |
| 1929 |         |               | 8/12   |
| 1934 |         |               | 8/12   |
| 1940 |         |               | 10/12  |
| 1945 |         |               | 12/12  |

* ohne ernannte Sitze.